# Tefta Tashko-Koço
Tefta Tashko-Koço (née le  2 novembre 1910 et morte le 22 décembre 1947) est une cantatrice albanaise,. Elle était sans doute l'une des figures les plus connues et emblématiques de la scène musicale régionale, et est considérée comme l'une des personnalités les plus influentes du XXe siècle dans le monde albanophone.
A titre posthume, le régime communiste alors en place lui attribua le prestigieux titre d'Artiste du peuple d'Albanie.

## Biographie

### Vie
Tefta Tashko-Koço est née le 2 novembre 1910 dans une famille albanaise à Médinet el-Fayoum en Égypte, où ses parents avaient émigrés à la fin du XIXe siècle. En 1921, sa famille déménage à Korçë en Albanie. En 1927, Tashko-Koço part vivre en France pour étudier le chant au conservatoire de Montpellier. De 1932 à 1936, elle poursuit ses études de chant au Conservatoire national de musique et d'art dramatique sous l'égide d'André Gresse, ses cours de déclamation lyrique avec Salignac et ses cours de maintien et d'art mimique avec G. Wague. En 1936, elle retourne définitivement en Albanie où elle se produit dans un registre assez large incluant l'opéra, la musique de chambre tout autant que de la musique urbaine albanaise. Sa popularité est alors importante en Albanie où les rappels en fin de prestation sont réguliers.
En 1937 et 1942, elle enregistre plusieurs chansons urbaines albanaise pour le label Colombia en Italie, et elle se produit régulièrement à Radio Tirana depuis sa création en 1938.
Tefta Tashko était accompagnée par Lola Gjoka et interprétait des chansons écrites spécialement pour elle par le compositeur albanais Kristo Kono.
Elle se marie avec Kristaq Koço et ont un fils, Eno Koço qui deviendra directeur musical et directeur d'école. 
Tefta Tashko meurt prématurément d'un cancer du sein en 1947, à l'âge de 37 ans.

### Voix
Tashko-Koço était soprano.

## Portrait

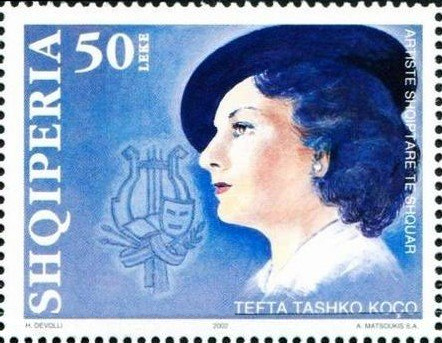
Tashko-Koço sur un timbre albanais de 2002

Un tableau de l'artiste Myrteza Fushekrati, réalisé en 1976 [100x120 cm] et dédié à l'artiste fut exposé jusqu'en 1990  à la galerie d'art de Tirana.

## Sources
- (en) Eno Koço, Albanian Urban Lyric Song in the 1930s, Lanham, Md., Scarecrow Press, 2004, 400 p. (ISBN 978-0-8108-4890-0, lire en ligne)